# Kokou Dodji Fanny
Kokou Dodji Fanny, né le 15 avril 1987 à Lomé, est un joueur togolais de tennis de table.

## Carrière
Dodji Fanny est médaillé de bronze par équipes aux Championnats d'Afrique de tennis de table en 2018 à Port-Louis,.
Il participe au tournoi en simple des Jeux olympiques d'été de 2020 à Tokyo, où il est le porte-drapeau de la délégation togolaise avec la rameuse Claire Akossiwa Ayivon.